# Sextonia
Sextonia är ett släkte av lagerväxter. Sextonia ingår i familjen lagerväxter.
Kladogram enligt Catalogue of Life:
| Sextonia | \| \| Sextonia pubescens \| \| \| \| \| \| Sextonia rubra \| \| \| \| |
|          | \| \| Sextonia pubescens \| \| \| \| \| \| Sextonia rubra \| \| \| \| |
|          | Sextonia pubescens                                                    |
|          |                                                                       |
|          | Sextonia rubra                                                        |
|          |                                                                       |